# Trichoniscus biformatus
Trichoniscus biformatus är en kräftdjursart som beskrevs av Emil Racoviţă 1908C. Trichoniscus biformatus ingår i släktet Trichoniscus och familjen Trichoniscidae. Inga underarter finns listade i Catalogue of Life.